# 89
| 89                 |
| ------------------ |
| Dødsfald - Fødsler |
|                    |

| Gregoriansk kalender | 89 LXXXIX               |
| Ab urbe condita      | 842                     |
| Armensk kalender     | I/T                     |
| Kinesiske kalender   | 2785 – 2786 戊子 – 己丑 |
| Etiopisk kalender    | 81 – 82                 |
| Jødisk kalender      | 3849 – 3850             |
| Hindukalendere       |                         |
| - Vikram Samvat      | 144 – 145               |
| - Shaka Samvat       | 11 – 12                 |
| - Kali Yuga          | 3190 – 3191             |
| Iransk kalender      | 533 BP – 532 BP         |
| Islamisk kalender    | 550 BH – 549 BH         |

Se også 89 (tal)

## Begivenheder
- Lucius Antonius Saturninus foretager et mislykket oprør mod Domitian med henblik på at blive romersk kejser.
- Aquincum (gamle Budapest,Óbuda) etableres.